# Morum purpureum
Morum purpureum is een slakkensoort uit de familie van de Harpidae. De wetenschappelijke naam van de soort is voor het eerst geldig gepubliceerd in 1798 door Röding.